# (212924) Yurishevchuk
(212924) Yurishevchuk est un astéroïde de la ceinture principale.

## Description
(212924) Yurishevchuk est un astéroïde de la ceinture principale. Il fut découvert le 6 janvier 2008 par l'observatoire astronomique Engelhardt. Il présente une orbite caractérisée par un demi-grand axe de 3,10 UA, une excentricité de 0,08 et une inclinaison de 10,8° par rapport à l'écliptique.

## Compléments